# 米德韋 (阿肯色州霍華德縣)
米德韋（英語：Midway）是位於美國阿肯色州霍華德縣的一個非建制地區。該地的面積和人口皆未知。

## 地理
米德韋的座標為33°54′05″N 93°53′26″W / 33.90139°N 93.89056°W，而該地的平均海拔高度為104米（即341英尺）。